# Wikinomics
Wikinomics (quasi Wikinomie) bezeichnet eine Form des Wirtschaftens mit besonderen Formen der Zusammenarbeit. Der Begriff wurde im Jahr 2006 vom Kanadier Don Tapscott geprägt.
Menschen arbeiten nach der Vorstellung selbstorganisiert ohne Hierarchien und starre Organisationsstrukturen gemeinsam an Projekten: Von der Open-Source-Software-Entwicklung (z. B. Linux) über die Online-Enzyklopädie Wikipedia bis hin zur Aufschlüsselung des menschlichen Genoms (Humangenomprojekt). Weitere Beispiele sind Myspace, YouTube und Flickr.
In dem gleichnamigen Buch Wikinomics wird über Erfolge in der freien Wirtschaft berichtet. Die Goldcorp-Challenge wird ebenso erwähnt wie die Beteiligung von IBM am Apache HTTP Server und die interne Kommunikation von Mitarbeitern der Geek Squad über Battlefield 2.
Diese Form des Wirtschaftens ermöglicht erst das Internet, d. h. eine globale Infrastruktur, in der die Kosten der Bündelung von Arbeit, Wissen und Kapital (sog. Kollaborationskosten) nahezu wegfallen. Tapscott nennt vier Faktoren, die für Wikinomics charakteristisch sind:
- freiwillige Zusammenarbeit,
- Offenheit,
- eine Kultur des Teilens und
- globales Handeln.

Wikinomics bindet die Konsumenten als Prosumenten in den Produktionsprozess ein. Insofern ist laut Tapscott die Bewegung gewissermaßen das Gegenteil der Versklavung von Menschen in früheren Zeiten. Die treibende Kraft hinter Wikinomics, die Digital Natives der Net Generation, produziert auf der Basis von Freiwilligkeit einen Mehrwert für die gesamte Volkswirtschaft.